# نیل وارناک
نیل وارناک (انگلیسی: Neil Warnock؛ زادهٔ ۱ دسامبر ۱۹۴۸) بازیکن سابق و مربی فوتبال اهل انگلستان است.